# Conn Iggulden
Conn Iggulden (Londres, 1 de janeiro de 1971) é um escritor britânico, que escreve sobre ficção histórica. Assina também como C. F. Iggulden.

## Biografia
Conn Iggulden nasceu em Londres e se formou em Inglês pela Universidade de Londres. Trabalhou como professor por sete anos até a publicação do primeiro volume da série O Imperador, cujo sucesso permitiu que passasse a viver exclusivamente da literatura. Conn é casado e tem 4 filhos.
As influências na obra de Iggulden incluem Patrick O'Brian, David Gemmell, Bernard Cornwell, George MacDonald Fraser, Wilbur Smith e C. S. Forester. Ele é também um amante de poesia, e sua favorita inclui If, de Rudyard Kipling.

## Adaptação para o Cinema
Em 2010 foi anunciado um filme épico sobre o ditador Júlio César, a ser sobre o início da vida de César, cobrindo os anos de 92 a.C a 71 a.C e com base nos dois primeiros romances da série O Imperador de Iggulden, The Gates of Rome e The Death of Kings. O Exclusive Media Group contratou Burr Steers para dirigir o filme, depois de feita uma adaptação por William Broyles e Stephen Harrigan.

## Obras

### Série O Imperador
- The Gates of Rome (2003) no Brasilː O Imperador I - Os Portões de Roma (Editora Record, 2004)
- The Death of Kings (2004) no Brasilː O Imperador II - A Morte dos Reis (Editora Record, 2005)
- The Field of Swords (2005) no Brasilː O Imperador III - Campo de Espadas (Editora Record, 2006)
- The Gods of War (2006) no Brasilː O Imperador IV - Os Deuses da Guerra (Editora Record, 2007)
- The Blood of Gods (2013) no Brasilː O Imperador V - Sangue dos Deuses (Editora Record, 2014)

A série ficcional é baseada no ditador e general romano Júlio César.

### Série O Conquistador
- Wolf of the Plains (2007) no Brasilː O Conquistador I - O Lobo das Planicies (Editora Record)
- Lords of the Bow (2008) no Brasilː O Conquistador II - Os Senhores do Arco (Editora Record)
- Bones of the Hills (2008) no Brasilː O Conquistador III - Os Ossos das Colinas (Editora Record)
- Empire of Silver (2010) no Brasilː O Conquistador IV - Império da Prata (Editora Record)
- Conqueror (2011) no Brasilː O Conquistador V - Conquistador (Editora Record)

A série ficcional é baseada nas conquistas de Genghis Khan e seus descendentes.

### Série Guerra das Rosas
- Stormbird (2013) no Brasilː Guerra das Rosas I - Pássaro da Tempestade (Editora Record)
- Trinity (2014) no Brasilː Guerra das Rosas II - Trindade (Editora Record)
- Bloodline (2015) no Brasil: Guerra das Rosas III - Herança de Sangue (Editora Record)
- Ravenspur (2016) no Brasil: Guerra das Rosas IV - Ravenspur (Editora Record)

A série ficcional se passa na Inglaterra e aborda um dos marcos históricos do país, a disputa das casas de York e Lancaster que ficou conhecido como a Guerra das Rosas.

### SérieAthenian
- The Gates of Athens (2020)
- Protector (2021)

### SérieThe Golden Age
- Lion (2022)
- Empire (2023)

### Série Império de Sal
(como C. F. Iggulden)
- Darien (2017) no Brasilː mesmo nome (Editora Record, 2023)
- Shiang (2018) no Brasilː mesmo nome (Editora Record, 2024)
- The Sword Saint (2019)

### Série Livros Perigosos
- The Dangerous Book for Boys (2007) no Brasilː O Livro Perigoso Para Garotos (Escrito com seu irmão Hal Iggulden) - (Editora Record, 2007)
- The Pocket Dangerous Book for Boys: Things to Do (2007) (com Hal Iggulden)
- The Dangerous Book for Boys Yearbook (2007) (com Hal Iggulden)
- The Pocket Dangerous Book for Boys: Things to Know (2008) (com Hal Iggulden)
- The Pocket Dangerous Book for Boys: Wonders of the World (2008) (com Hal Iggulden)
- The Pocket Dangerous Book for Boys: Facts, Figures and Fun (2008) (com Hal Iggulden)
- The Dangerous Book of Heroes (2009) (com David Iggulden)

### Outros
- Blackwater (2006) no Brasilː Tormenta (Editora BestBolso, 2012)
- Tollins: Explosive Tales for Children (2009) no Brasilː Tollinsː Histórias explosivas para Crianças (Editora Record, 2010)
- How to Blow Up Tollins (2010) (com Lizzy Duncan)
- Quantum Of Tweed - The Man with the Nissan Micra (2012)
- Dunstan (2017) (2018)
- The Falcon of Sparta (2018)
- Nero (2024)